# Mahmoud El Idrissi
Mahmoud El Idrissi (1948-2020 ; en arabe : محمود الإدريسي) était un chanteur marocain. 

## Biographie
Mahmoud El Idrissi est né à Rabat le 8 novembre 1948.

## Décès
Il est décédé le 26 novembre 2020 à l’âge de 72 ans à Casablanca, des suites du coronavirus.